# Niwschera
Die Niwschera (russisch Ни́вшера) ist ein linker Nebenfluss der Wischera im Einzugsgebiet der Wytschegda in der Republik Komi in Nordwestrussland.
Die Niwschera entspringt am Otschparma-Höhenzug im Timanrücken. Sie durchfließt den Kortkeros Rajon in überwiegend südlicher Richtung. Im Unterlauf wendet sie sich nach Westen und mündet schließlich in die Wischera.
Sie hat eine Länge von 215 km. Ihr Einzugsgebiet umfasst 4250 km². 
Der mittlere Abfluss 25 km oberhalb der Mündung beträgt 45 m³/s.
Die Niwschera wird hauptsächlich von der Schneeschmelze gespeist. Im Mai führt der Fluss Hochwasser.
Zwischen Anfang November und Anfang ist der Fluss eisbedeckt.
Auf einer Strecke von 55 km bis zum Ort Niwschera an der Einmündung der Lymwa ist die Niwschera schiffbar.